# ۵۶۶ (میلادی)
۵۶۶ (میلادی) پانصد و شصت و ششمین سال تقویم میلادی است.

## درگذشتگان
‎